# Capra (isola)
Capra, scoglio Cosiach o Cosiacco (in croato Kozjak) è una piccola isola disabitata della Croazia, che fa parte dell'arcipelago delle isole Quarnerine ed è situata a sud-est della punta meridionale della penisola d'Istria.
Amministrativamente appartiene alla città di Lussinpiccolo, nella regione litoraneo-montana.

## Geografia
Situata nella parte meridionale del Quarnarolo, tra l'isola di Lussino (295 m a nordovest) e l'isola di San Pietro (360 m a sud), Capra si trova 58,4 km a sudest) dell'Istria, nello stretto di Asinello (Ilovička vrata). Il canale di Oriole (kanal Orjule) la separa da Oriole Piccola, mentre lo stretto omonimo (stretto Capra, prolaz Kozjak) la separa da Lussino.
L'isolotto Capra si sviluppa in direzione nord-ovest/sud-est per 680 m e raggiunge una larghezza massima di 380 m; la sua superficie è di 0,21 km².
Capra ha una forma ovale e, al centro, raggiunge la sua elevazione massima di 40 m s.l.m. Le coste si sviluppano per 1,77 km.

### Cartografia
- (HR) Mappa topografica della Croazia 1:25000, su preglednik.arkod.hr. URL consultato il 29 maggio 2017.
- Carta di cabottaggio del mare Adriatico, foglio V, Milano, Istituto geografico militare, 1822-1824. URL consultato il 25 marzo 2021 (archiviato dall'url originale il 23 agosto 2021).